# Club Plaza Colonia de Deportes
El Club Plaza de Deportes Colonia, conocido simplemente como Plaza Colonia es un club de fútbol uruguayo, de la ciudad de Colonia del Sacramento. Fue fundado el 22 de abril de 1917 y actualmente juega en la Primera División de Uruguay tras su ascenso en 2024.
En la temporada 2015-16 de la Primera División de Uruguay, se coronó campeón del Torneo Clausura con una fecha de anticipación, y en la temporada 2021 de la Primera División de Uruguay se coronó campeón del Torneo Apertura en la penúltima fecha ganándole a Wanderers por 2 a 0. Este fue el segundo título de primera división en la historia del club.

## Historia
El club fue fundado el 22 de abril de 1917 en la ciudad de Colonia del Sacramento por el Profesor Alberto Supicci, fue conocido como Club Plaza de Deportes, como oficialmente figura en el acta de su fundación.
Plaza Colonia es el club Decano de la ciudad de Colonia. En la institución se desarrollan varias actividades deportivas aparte del fútbol, como lo es el futsal, natación, básquetbol, voleibol, patín, danza y boxeo. Desde sus inicios se desarrollaron estos y otras deportes como el atletismo, béisbol y rugby.
Conocido por su participación en el fútbol, el Club Plaza Colonia es el equipo más laureado del Departamento, obteniendo 24 torneos oficiales y 6 torneos departamentales, hasta el año que comenzó a competir en el Fútbol Profesional de la Asociación Uruguaya de Fútbol. En su rica historia, obtuvo quinquenios, campeonatos invictos y es el principal formador y exportador de jugadores del Departamento. 
Desde Plaza Colonia, se formaron y pasaron por el "Patablanca" jugadores como Gilmar Villagrán, Daniel "Pollo" Vidal, Hugo Lacava Schell, Mariano Bogliacino, Mario "Pacha" Barilko, Sergio "Chochi" Delfino, Daniel Baldi, Diego Lugano, Mario Leguizamón o Mauricio Victorino, entre otros.

### Transición hacia el fútbol profesional
Hasta 1999 participó en la Liga de Fútbol de Colonia. Hubo conversaciones con dirigentes del Club Juventud de Colonia (clásico rival del "patablanca") para participar de manera conjunta en el profesionalismo, pero los "rojos" no vieron con buenos ojos esta propuesta. Sí se logró el apoyo de otras instituciones del departamento como Nacional de Nueva Helvecia, llegando Plaza Colonia a oficiar de local en el estadio de esa institución. 
Por esos años, la Asociación Uruguaya de Fútbol venía proponiendo una descentralización del fútbol, o sea que se incorporen equipos del interior del país al fútbol profesional. Aprovechando este hecho, los dirigentes albiverdes presentaron una licitación a la AUF para ingresar al profesionalismo y la misma fue aprobada. En aquel entonces, los dirigentes pregonaron que el objetivo era ascender en el correr de cinco años.
En el 2000 Plaza Colonia participó del torneo de la Segunda División Profesional de Uruguay y, al año siguiente obtuvo el ascenso a la Primera División Profesional de Uruguay. El partido en el cual obtuvo el ansiado ascenso fue el 1/12/2001 contra El Tanque Sisley ganándole en su estadio por 2 a 1.

### Debut en Primera División
En 2002, su primer año en la Primera División Profesional de Uruguay, el equipo patablanca fue dirigido técnicamente por Diego Aguirre y tenía en sus filas a Yari Silvera (que disputó con la selección uruguaya la Copa América 1997 en Bolivia), peleó por obtener el torneo clasificatorio hasta el final, pero en las dos últimas fechas cayó contra Fénix y River Plate en el Supicci, terminando en segunda posición. Ese año también fue histórico debido a que el equipo albiverde le ganó 2 a 0 y 4 a 3 al mismísimo Club Atlético Peñarol, el último con un estadio Centenario repleto de hinchas. La frutilla del postre fue la clasificación a la liguilla pre-libertadores de América, en la cual se enfrentó a Defensor Sporting (0 a 0), Fénix (1-3) y Danubio (0 a 0). Finalmente el campeón del cuadrangular fue el Centro Atlético Fénix.

### 2003, año para el olvido
Al año siguiente se dio vuelta la torta; muchos jugadores emigraron a otros clubes dejando en Plaza la huella del mejor año de la institución en su historia. La temporada 2003 se caracterizó por ser muy irregular, con algunas derrotas, figura goleadora Sergio Leal fue el jugador que se destacó haciendo muchísimos goles. Peleó por no descender contra Juventud de Las Piedras y, finalmente, el equipo canario fue quien descendió a la Segunda división profesional.

### Campaña irregular
En el 2004 llegaría como técnico el experimentado Gustavo Matosas. La campaña en esta temporada fue irregular, pero logró mantener al equipo en la máxima categoría. Este año se destacaron Jorge Cazulo, Miguel "Chino" Ximénez y los jugadores provenientes de la República Popular China Wang Yang y Nee.

### Descenso inevitable
En el 2005 finalmente el equipo patablanca descendió a la segunda división profesional tras una mala campaña. Para este año vinieron jugadores africanos con pasado en selecciones juveniles de Camerún: Alain Yombí, Mustafá y Antoine Helha Otros jugadores con currículum que jugaron ese año por el "patablanca" fueron: Rino Lucas, Eduardo Espinel, Juan Pablo Stagno, Adrián Malvarez.

### Retorno a segunda división
Para el 2006, Plaza Colonia no se presentó al campeonato por falta de recursos económicos, pero a mitad de año se incorporó con la mayoría de jugadores de la ciudad.
Para el 2007, Plaza Colonia inició un proyecto de formativas que daría sus frutos al año siguiente con la obtención del campeonato en la categoría cuarta división.
Volviendo al primer equipo, hay que destacar que en la temporada 2007/2008, Plaza jugó la Liguilla en busca del tercer ascenso a Primera división. Por los cuartos de final jugó contra Basáñez, goleándolo por 4 a 0 en Colonia del Sacramento y empatando 0 a 0 en el estadio La Bombonera. En semifinales se enfrentó a Villa Española. En el partido de ida empató 1 a 1 en el Obdulio Varela y de local cayó goleado por 4 a 0. El equipo villero finalmente fue quien ascendió a Primera división.

### Años oscuros
En 2009, fallece el presidente del club Milton Gonnet. Además, el gerenciamiento que estaba a cargo de un grupo inversor mexicano, se va del club con un pasivo de alrededor de 300.000 mil dólares. A partir de ese año, gracias al gran trabajo que realizaron Julio Jounes, Juan Carlos Izquierdo, Rafael González (entre otros), el club logró salir de una crisis económica y deportiva que lo venía sacudiendo y generando a comienzos de cada temporada la incertidumbre de poder participar o no de los torneos organizados por la Asociación Uruguaya de Fútbol.

### Ascenso luego de 10 temporadas en segunda división
A mediados del 2014, los gerenciadores del club llaman a Eduardo Espinel, uno de los íconos de la historia patablanca, para que se haga cargo de la dirección técnica. Ese año no pudo realizar un buen torneo, pero tras un brillante torneo clausura 2015, en el cual al comienzo de temporada se encontraba en las últimas posiciones de la tabla, obtiene el segundo puesto del campeonato, detrás de Liverpool Fútbol Club quedándose de esta manera con el segundo ascenso a primera división en su historia.

### Consagración histórica
El campeonato 2015-16 será recordado siempre por los hinchas "Pata Blanca", ya que su objetivo inicial era mantener la categoría y terminó logrando su primer título oficial: el Campeonato Clausura. Meses atrás, en el Torneo Apertura, la situación era compleja ya que logró 17 puntos sobre 45 disputados, quedando en la posición número 13 de 16 participantes.
Plaza Colonia se repuso y tuvo un excelente Torneo Clausura. Empezó el campeonato de buena manera, venciendo en las dos primeras fechas y empatando en la tercera. El equipo gracias a figuras como: Nicolás Dibble, Sergio Leal, Germán Rivero, Kevin Dawson entre otros logró mantenerse en la primera posición durante seis jornadas seguidas (4.ª hasta 9.ª fecha), perdiendo la punta en la fecha diez. En la misma y en la once se mantendría escolta pero los empates y derrotas de los escoltas Club Nacional de Football y Club Atlético Peñarol, lograron que recuperara la punta en la jornada doce y en la fecha catorce logró coronarse como campeón con una fecha de anticipación. En ese partido, doblegó a Peñarol en su estadio Campeón del Siglo, dando su primera vuelta olímpica oficial.
Con este logró, el "Pata blanca" se aseguró el Torneo Clausura, su presencia en la definición del Campeonato Uruguayo (contra el ganador del Torneo Apertura y la Tabla Anual), y la participación en alguna Copa Internacional, pudiendo ser la Copa Libertadores de América o la Copa Sudamericana, dependiendo de la definición del uruguayo. La presencia de Plaza Colonia en el plano internacional, será un hito histórico para el club, ya que nunca disputó un torneo oficial fuera de fronteras. Desde que logró el Torneo Clausura, el club fue denominado por la prensa como "El Leicester Sudamericano" o "El Leicester Uruguayo", haciendo referencia al equipo inglés que logró una inesperada consagración en la Premier League 2015-16.

### Reinauguración del "Parque Cincuentenario Juan G. Prandi"
El 10 de marzo del 2018, la histórica cancha de Plaza Colonia se vistió de fiesta para su re inauguración. Desde 1999 que el decano coloniense no jugaba oficialmente en su "field" oficial. El partido correspondió a la primera fecha del torneo apertura de la segunda división profesional. Fue victoria por 2 a 0 frente a Tacuarembó Fútbol Club con goles de Agustín Miranda y Juan Cruz Mascia en el epílogo del partido. En una tarde muy calurosa, gran marco de público se dio cita en el Juan Gaspar Prandi para volver a ver a Plaza Colonia luego de 19 años sin jugar allí, por competencias oficiales.

### Descenso y ascenso rápido
En el 2017 Plaza Colonia vuelve a descender a la segunda división. Pero gracias a la buena gestión de la SAD, se logró formar un equipo competitivo mezclando jugadores surgidos de las formativas e incorporaciones con experiencia. El 13 de octubre de 2018 jugando contra Albion Football Club el equipo gana 2 a 0, estirando su  ventaja sobre el más inmediato perseguidor, Villa Teresa para clasificarse como uno de los 3 ascendidos para la temporada 2019 del campeonato uruguayo.

### Buenos resultados y clasificación a Sudamericana
Para la temporada 2019 llegaron refuerzos de jerarquía como Luis Aguiar, Joaquín Boghossian, Mario Risso y Cecilio Waterman. Este último resultó uno de los arietes de la temporada, llegando a 13 conquistas. El equipo logró la 4.ª posición en el torneo clausura y la 6.ª ubicación en la temporada. Gracias a está muy buena campaña, ganó el derecho a disputar la Copa Sudamericana 2020.

### Temporada 2020
El año 2020 se vio afectado por la pandemia de COVID-19. Cuando se había jugado la tercera fecha en la que empataron frente al Centro Atlético Fénix por 1 a 1, el campeonato se interrumpió hasta agosto. El torneo apertura se finalizó en las últimas posiciones, más precisamente en la decimotercera posición. El torneo intermedio también fue muy negativo, terminando en la séptima posición sobre ocho participantes en el grupo A.

### Retorno deEduardo Espinel
Luego de la tercera fecha del torneo clausura, en el que el equipo estaba ganando por 3 a 1 en el Parque Capurro contra el Centro Atlético Fénix y en la hora le convirtieron dos goles terminando 3 a 3, fue cesado de común acuerdo con la dirigencia el DT Matías Rosa. Es así que Eduardo Espinel asume como entrenador en su segundo ciclo en el club. El mismo obtuvo un récord de 6 triunfos consecutivos como local en el Juan Gaspar Prandi. Se logró obtener el primer punto de visitante contra el Club Nacional de Football y se logró un triunfo categórico frente a Peñarol en el Campeón del Siglo por 3 a 1 con goles de Facundo Píriz, Haibrany Ruiz Díaz de cabeza y el brasileño Diogo de Oliveira luego de una jugada personal en la que eludió a los cuatro defensores del equipo "carbonero" colocándola contra el segundo palo de la valla defendida por el ex Plaza Colonia Kevin Dawson.
Se logró finalizar en la quinta posición en el torneo clausura y la décima posición en la tabla anual, acariciando la tercera clasificación a la copa sudamericana.

### Copa Sudamericana 2020
Fue la segunda participación del club en el torneo. En primera fase enfrentamos al Zamora Fútbol Club de Venezuela. El primer partido en el estadio Agustín Tovar de Barinas fue favorable al conjunto venezolano por 1 a 0. En la revancha jugada en el Estadio Suppici de Colonia del Sacramento fue victoria de Plaza Colonia por 3 a 0 con goles de Ramiro Quintana y dos de Facundo Waller. 
El equipo clasificó a la segunda fase de la copa en la cual, por sorteo, le tocó enfrentar a Junior de Barranquilla. En la ida jugada en el estadio Suppici fue derrota del equipo albiverde por 1 a 0 con gol del renombrado Teófilo Gutiérrez. 
El partido de vuelta se jugó en el estadio estadio Metropolitano Roberto Meléndez. El conjunto coloniense logró hacer un muy buen partido, pero no llegó a concretar el gol que le diera el pasaje a los tiros desde el punto del penal para definir la serie.

### Campeones por segunda vez
El torneo Apertura Campeonato Uruguayo de Primera División 2021 marcó la segunda consagración en Primera División del club. Con la base del plantel 2020, más las incorporaciones de jugadores experimentados como Emilio Zeballos, Nicolás Albarracín, Gonzalo Camargo y de Cristian Rodríguez, el conjunto dirigido nuevamente por Eduardo Espinel logró coronarse nuevamente campeón, esta vez con una fecha de anticipación. El club cosechó 36 puntos en el torneo, seguidos por Nacional como escolta con 29 puntos. 
Este logró determinó el pasaje directo a las finales del Campeonato Uruguayo en las cuales perdió en la semifinal contra Peñarol en una maratónica definición por penales, luego de empatar 1 a 1 en el tiempo regular y de no sacarse diferencias en el alargue. La tercera posición conseguida en la Tabla Anual (por debajo de Peñarol y Nacional) le valió la clasificación por primera vez al máximo torneo continental, la Copa Libertadores de America del año 2022. A su vez al no haberse disputado el torneo intermedio de 2021 le permitió disputar la Supercopa Uruguaya de 2022

### Otro Descenso y ascenso rápido
El 2023 fue un año de magros resultados y condenaron a Plaza nuevamente a la Segunda División. Pero el 16/11/24 se consagra campeón del torneo regresando a Primera División. Ese día obtuvo el título de campeón del torneo al vencer 2-1 a Oriental de La Paz, consiguiendo 58 puntos, 4 por delante de sus más cercanos perseguidores.

## Símbolos

### Escudo y bandera
Tanto en el escudo como en la bandera del club, destaca un triángulo verde con un círculo blanco en su interior, y rodeado por un círculo verde, símbolo característico del club.
En el caso de la bandera, se presentan detalles en color verde, además de la inscripción "Plaza" y "Colonia" arriba y debajo del escudo.

### Escudo
El escudo actual de Plaza Colonia es mayoritariamente blanco. De forma circular, posee en el medio un triángulo verde, con un círculo blanco en su interior. Este triángulo está delimitado por dos líneas circulares verdes, que llevan en su interior la inscripción "Plaza Colonia", también en color verde, sobre un fondo blanco. El escudo del club está presente en todos los uniformes oficiales, así como cualquier equipamiento o documento institucional. 
En los uniformes utilizados por Plaza Colonia durante la temporada 2015-16, debajo del escudo se utilizó la leyenda "Soy Colonia", en procura de fomentar un sentido de pertenencia desde el departamento hacia el club.

## Rivalidades
En la era del amateurismo, el clásico rival siempre fue el Club Atlético Juventud de la ciudad de Colonia del Sacramento. Ambos equipos siempre fueron protagonistas en los torneos de la liga local, llegando a jugar en muchas ocasiones las finales del campeonato. 
En el profesionalismo tuvo rivalidad con Deportivo Colonia producto de su ingreso simultáneo al ámbito profesional.

## Hinchada
En la era amateur, los hinchas del Club Plaza Colonia se caracterizaron por ser tranquilos e ir a la cancha en forma "pacífica". Con el ingreso al profesionalismo, surgió un grupo de hinchas adolescentes denominados "Los Pibes del Pozo". Con una importante cantidad de banderas y cánticos en cada partido que jugaba el club, fue ganándose la popularidad dentro del club y en el entorno de los campeonatos de AUF. Más tarde surge "La banda del albiverde", en la cual se nuclean otras agrupaciones de hinchas que fueron surgiendo como "La 22" y "Los pibes de La Paz". Esta banda adquirió instrumentos musicales como bombos, redoblantes, zurdo, repique y trompeta, trapos largos, tirantes y banderas de palo, lo que permitieron darle más "color" a los partidos de Plaza con su aliento y sonidos musicales.

### Hinchadas amigas
A lo largo de los años en el profesionalismo fueron surgiendo amistades con diferentes hinchadas de clubes del Fútbol uruguayo. Una de las hinchadas amigas es la de Miramar Misiones. La misma comenzó a darse en el 2000 cuando Plaza Colonia se enfrentó a dicho club por el campeonato de la Segunda División Profesional de Uruguay.
Más adelante surgió una gran amistad con los hinchas del Club Atlético Juventud de Las Piedras. La misma se generó en la visita de los hinchas de dicho club en el 2012. Después del ascenso a la primera división en el 2015, se hizo un asado de confraternidad entre las hinchadas en la sede de Juventud de Las Piedras. Esta juntada se volvió una tradición en cada partido que juega Plaza Colonia contra Juventud de Las Piedras.

## Trayectoria en AUF
| Temporada                                          | División | Puesto | PJ | PG | PE | PP | GF | GC | Pts. | Notas |
| -------------------------------------------------- | -------- | ------ | -- | -- | -- | -- | -- | -- | ---- | --- |
| 2000                                               | 2.°      | 7.º    | 26 | 9  | 6  | 11 | 37 | 37 | 33   | Temporada debut. |
| 2001                                               | 2.°      | 5.º    | 20 | 7  | 6  | 7  | 30 | 28 | 27   | Ascenso por primera vez a Primera División.                                                                           |
| 2002                                               | 1°       | 6.º    | 35 | 16 | 6  | 13 | 51 | 41 | 54   | Clasificado a Liguilla pre Libertadores.                                                                              |
| 2003                                               | 1°       | 17.º   | 34 | 4  | 11 | 19 | 33 | 56 | 23   | |
| 2004                                               | 1°       | 10.º   | 27 | 2  | 12 | 13 | 28 | 44 | 18   | |
| 2005                                               | 1°       | 16.º   | 34 | 8  | 11 | 15 | 23 | 50 | 35   | Desempate por igualdad de puntos en tabla anual con Club Atlético Cerro. Serie perdida y descenso a segunda división. |
| 2006                                               | 2.°      | -.º    | 0  | 0  | 0  | 0  | 0  | 0  | 0    | No participó. |
| 2006-07                                            | 2.°      | 7.º    | 28 | 10 | 10 | 8  | 26 | 26 | 40   | No clasificado a play-off.                                                                                            |
| 2007-08                                            | 2.°      | 8.º    | 32 | 11 | 11 | 10 | 41 | 37 | 44   | Perdió vs Villa Española en semifinales de los play-off.                                                              |
| 2008-09                                            | 2.°      | 9.º    | 27 | 8  | 9  | 10 | 38 | 48 | 33   | Perdió vs Durazno FC en cuartos de final de los play-off.                                                             |
| 2009-10                                            | 2.°      | 12.º   | 22 | 3  | 5  | 14 | 20 | 50 | 14   | No clasificado a play-off, último lugar en la Tabla Anual.                                                            |
| 2010-11                                            | 2.°      | 11.º   | 22 | 6  | 1  | 15 | 28 | 35 | 19   | No clasificado a play-off, penúltimo lugar en la Tabla Anual.                                                         |
| 2011-12                                            | 2.°      | 10.º   | 24 | 7  | 6  | 11 | 28 | 42 | 27   | Perdió vs Club Atlético Progreso en cuartos de final de los play-off.                                                 |
| 2012-13                                            | 2.°      | 10.º   | 26 | 7  | 7  | 12 | 23 | 34 | 28   | Perdió vs Miramar Misiones en cuartos de final de los play-off.                                                       |
| 2013-14                                            | 2.°      | 10.º   | 26 | 8  | 11 | 7  | 28 | 25 | 35   | Perdió vs Rampla Juniors en semifinales de los play-off.                                                              |
| 2014-15                                            | 2.°      | 2.º    | 28 | 16 | 5  | 7  | 44 | 37 | 53   | Subcampeón y ascenso por segunda vez a Primera División.                                                              |
| 2015-16                                            | 1°       | 4.º    | 30 | 12 | 13 | 5  | 35 | 25 | 49   | Campeón Torneo Clausura y clasificación a Copa Sudamericana 2016                                                      |
| 2016                                               | 1°       | 15.º   | 27 | 2  | 6  | 7  | 16 | 24 | 12   | Penúltimo lugar en la Tabla Anual.                                                                                    |
| 2017                                               | 1°       | 16.º   | 37 | 6  | 11 | 20 | 32 | 57 | 29   | Último lugar en la Tabla Anual. Descenso a Segunda División.                                                          |
| 2018                                               | 2.°      | 3.º    | 26 | 11 | 11 | 4  | 35 | 28 | 44   | Ascenso por tercera vez a Primera División.                                                                           |
| 2019                                               | 1°       | 6.º    | 37 | 16 | 8  | 13 | 40 | 37 | 56   | Clasificado a Copa Sudamericana 2020.                                                                                 |
| 2020                                               | 1°       | 10.º   | 37 | 11 | 13 | 13 | 50 | 45 | 46   | |
| 2021                                               | 1°       | 3.º    | 30 | 16 | 8  | 6  | 40 | 25 | 56   | Campeón Torneo Apertura. Tercer puesto en la Tabla Anual. Clasificado a Copa Libertadores 2022.                       |
| 2022                                               | 1°       | 14.º   | 37 | 8  | 11 | 18 | 29 | 42 | 35   | |
| 2023                                               | 1°       | 14.º   | 37 | 8  | 15 | 14 | 37 | 57 | 39   | Descenso a Segunda División.                                                                                          |
| 2024                                               | 2.°      | 1.º    | 32 | 18 | 4  | 10 | 40 | 32 | 58   | Ascenso por cuarta vez a Primera División.                                                                            |
| Datos actualizados al finalizar la temporada 2024. |          |        |    |    |    |    |    |    |      | |

## Palmarés
Nacionales
| Torneos nacionales                              | Títulos | Subcampeonatos |
| ----------------------------------------------- | ------- | -------------- |
| Supercopa Uruguaya (0/1)                        |         | 2022           |
| Torneo Apertura (1/0)                           | 2021    |                |
| Torneo Clausura (1/0)                           | 2016    |                |
|                                                 |         |                |
| Segunda División de Uruguay (1/1)               | 2024    | 2014-15        |
| Torneos Apertura y Clausura de Segunda División | 2001    |                |
|                                                 |         |                |

Regionales
| Torneos departamentales        | Títulos | Títulos |
| ------------------------------ | --- | ------- |
| Departamental de Colonia (6)   | 1969, 1993, 1995, 1996, 1997, 1998 |         |
| Liga de Fútbol de Colonia (24) | 1919, 1920, 1922, 1924, 1925, 1926, 1927, 1933, 1935, 1940, 1943, 1961, 1964, 1970, 1971, 1972, 1973, 1977, 1978, 1982, 1987, 1991, 1993, 1995 |         |
|                                | |         |

Torneos Amistosos
- Copa Confraternidad (2016)[11]
- Copa 336 años fundación Colonia (2016)

## Uniforme

### Uniforme titular
El uniforme titular de Plaza Colonia se compone tradicionalmente por una camiseta blanca con vivos verdes, pantalón blanco y medias blancas. A lo largo de los años, ha variado la proporción de blanco y verde en su uniforme, ganando terreno la presencia del verde.
En la actualidad, su camiseta es blanca con bastones horizontales verdes, presentes en la mitad superior de la remera.
| Primer uniforme | (Ver evolución) | Uniforme actual |

### Uniforme alternativo
Con respecto a sus camisetas alternativas, Plaza Colonia ha tenido varios modelos. A lo largo de su historia, tradicionalmente su uniforme alternativo está compuesto por una camiseta verde con detalles en vivos blancos, un pantalón verde y medias verdes.
En la actualidad, el "Pata blanca" posee un uniforme alternativo mayoritariamente verde, y un tercer uniforme que consiste en una camiseta negra y gris con vivos verdes, pantalón negro y medias negras. 
| Segundo uniforme | (Ver evolución) | Uniforme actual |

### Otros uniformes
| Titular 1 | Titular 2 | Titular 3 | Alternativo 1 | Alternativo 2 | Tercero |  |

| Periodo        | Indumentaria | Patrocinio                              | Patrocinio                                              | Patrocinio            |
| -------------- | ------------ | --------------------------------------- | ------------------------------------------------------- | --------------------- |
| 2000-2003      | Diadora      | COT                                     | Glidden                                                 |                       |
| 2004-2007      | Meta         | Médica Uruguaya                         |                                                         |                       |
| 2008-2010      | Starbade     | Cyclesmotors.com Intendencia de Colonia | Zanella Pronto! Berruti                                 |                       |
| 2010-2011      | MGR Sport    | Cyclesmotors.com COT                    | Calcar El Molino                                        |                       |
| 2011-2012      | Matgeor      | Rinde Dos Intendencia de Colonia        |                                                         | Patablanca            |
| 2012-2013      | MGR Sport    | Coloniamueve                            | Antel                                                   |                       |
| 2014-2020      | MGR Sport    | Hospital Evangélico Colonia 54          | Punta Ballena Antel Pronto! Weizur                      | Thirtly               |
| 2021-2022      | MGR Sport    | Klin!                                   | Montes del Plata Directv Pronto! Intendencia de Colonia | KALISAY Antel Thirtly |
| 2022-2023      | MGR Sport    | DirecTV GO                              | Montes del Plata Directv Candy                          | KALISAY Antel Thirtly |
| 2023- presente | MGR Sport    | Mas Colonia Candy                       | Montes del Plata DirecTV GO Hospital Evangélico         | KALISAY Antel Thirtly |

## Infraestructura

### Estadio
El 22 de abril de 1967, en el 50 aniversario de su fundación, bajo la presidencia de Don Pedro Balmaceda se inaugura su field oficial
al que de denomina Parque Cincuentenario, posteriormente "Parque Cincuentenario Juan G. Prandi". Desde el 9 de marzo de 2018, oficia de local, excepto contra clubes  grandes, que por razones de aforo, debe actuar como local en el estadio Alberto Suppici. 
El Parque Cincuentenario Juan G. Prandi cuenta con un aforo superior a los 6000 lugares.

### Otras instalaciones
El club cuenta con sede propia, gimnasio cerrado, piscina, 9 locales comerciales, con un área total de 2000 m² en Avda Gral Flores 272 al lado del Barrio Histórico. Canchas de fútbol auxiliares en 15 ha con 5 canchas medidas FIFA y canchas de fútbol infantil en El General. Posee el Parque Cincuentenario Juan G. Prandi, con cancha para mayores y fútbol infantil en la Avenida González Moreno.

### Sede institucional
La sede central de la institución se ubica en la Avenida Gral. Flores N.º 272, que es la principal calle de la ciudad de Colonia del Sacramento, a la entrada del Barrio Histórico de la ciudad, Patrimonio Histórico de la Humanidad nombrado por la UNESCO. 
Allí, además de su sede social, funciona una piscina, sala de musculación, gimnasio cerrado, vestuarios, cocina, administración, etc. En total la superficie es de unos 2.000 metros cuadrados, contando también con 9 locales comerciales con frente a la Avda. Gral. Flores.
Actualmente, el club se encuentra en obras. La cantina fue remozada, re localizada y modernizada. La misma se ubica contigua a la piscina. Cuenta con cafetería, bar, minutas y confitería. 
Próximamente, se estrenará la primera pileta cerrada reglamentaria de Colonia del Sacramento. La misma tendrá la característica de "inclusiva", teniendo entradas accesibles para el ingreso de personas en silla de ruedas. Tendrá también una "mini" pileta especial para la rehabilitación de lesiones. Por último, en el primer piso de la sede, se va a estrenar una sala de musculación con implementos de última generación.

### Parque Juan Gaspar Prandi
El estadio deportivo (Parque Cincuentenario Juan G. Prandi, Avda. González Moreno y calle Domingo Baqué), está enclavado en un área de tipo residencial, y cuenta con vestuarios completos, vestuario de cuerpo técnico, campo de fútbol infantil, residencia-concentración para 15 futbolistas, barbacoa, gimnasio de musculación, campo para trabajos físicos, y gradas para más de 4500 personas. Próximamente el estadio contará con iluminación artificial para disputar partidos en horario nocturno.

### Complejo "Ingeniero Milton Gonnet"
El Club Plaza Colonia posee en el barrio El General, a 10 minutos del centro de la ciudad, un predio propio en el cual hay dos campos de fútbol reglamentarios con medidas FIFA, y espacios para otras infraestructuras deportivas. En este complejo juegan como local las formativas del club, el fútbol femenino y entrena el plantel principal.
La superficie del predio es de unas 15 hectáreas. Todas las instalaciones (Sede Central, Parque Cincuentenario y Complejo El General) son de propiedad exclusiva del Club Plaza Colonia.

## Jugadores
Plaza Colonia es el principal equipo del departamento de Colonia. Desde Plaza Colonia, se formaron y pasaron por el "Patablanca" jugadores como el "Flaco"Álvaro Fernández (futbolista uruguayo) el "Cebolla" Cristian Rodríguez, Gilmar Villagrán, Daniel "Pollo" Vidal, Hugo Lacava Schell, Mariano Bogliacino, Mario  "Pacha" Barilko, Sergio "Chochi" Delfino, Daniel Baldi, Diego Lugano, Mario Leguizamón o Mauricio Victorino, entre otros.
En el año 2016, en el cual el club consiguió su primer título de AUF en primera división, jugadores como Nicolás Milesi, Germán Rivero, Carlos Rodríguez y Kevin Dawson formaron la columna vertebral del equipo que levantó la copa del Torneo clausura 2016 en el Estadio Campeón del Siglo.
En los últimos años, gracias al excelente trabajo que se viene haciendo en las categorías formativas, han surgido jugadores con proyección y que han emigrado a otros países para crecer en su carrera futbolística. Facundo Waller, Guillermo Padula, Facundo Kidd, Nicolás Dibble, son algunos de los jugadores que han sido formados por la "cantera" del club y que han logrado destacarse.

## Participación internacional
| Edición | Competición       | Ronda        | Oponente      | Local | Visita | Global    |
| ------- | ----------------- | ------------ | ------------- | ----- | ------ | --------- |
| 2016    | Copa Sudamericana | Primera fase | Blooming      | 1-0   | 1-0    | 1-1 (1-4) |
| 2020    | Copa Sudamericana | Primera fase | Zamora        | 3-0   | 1-0    | 3-1       |
| 2020    | Copa Sudamericana | Segunda fase | Júnior        | 0-1   | 0-0    | 0-1       |
| 2022    | Copa Libertadores | Segunda fase | The Strongest | 2-0   | 0-3    | 2-3       |

### Por competencia
| Torneo            | TJ | PJ | PG | PE | PP | GF | GC | DG | Puntos |
| ----------------- | -- | -- | -- | -- | -- | -- | -- | -- | ------ |
| Copa Sudamericana | 2  | 6  | 2  | 1  | 3  | 4  | 3  | +1 | 7      |
| Copa Libertadores | 1  | 2  | 1  | 0  | 1  | 2  | 3  | -1 | 3      |
| Total             | 3  | 8  | 3  | 1  | 4  | 6  | 6  | 0  | 10     |

- Copa Sudamericana (2): 2016, 2020
- Copa Libertadores (1): 2022

### Partidos

#### Copa Sudamericana 2016
| 11 de agosto de 2016, 19:00 (UTC-4) | Blooming       | 1:0 (1:0) | Plaza Colonia | Estadio Ramón Tahuichi, Santa Cruz                      |                                                         |
|                                     | João Paulo 19' | Reporte   |               | Asistencia: 10.000 espectadores Árbitro(s): José Argote | Asistencia: 10.000 espectadores Árbitro(s): José Argote |

| 17 de agosto de 2016, 18:30 (UTC-3) | Plaza Colonia                                     | 1:0 (0:0) (1:4 p.)         | Blooming                                                 | Campus Municipal, Colonia                                  |                                                            |
|                                     | Ale 51'                                           | Reporte                    |                                                          | Asistencia: 5.000 espectadores Árbitro(s): Víctor Carrillo | Asistencia: 5.000 espectadores Árbitro(s): Víctor Carrillo |
|                                     |                                                   | Tiros desde el punto penal |                                                          |                                                            |                                                            |
|                                     | Mariano Bogliacino · Matías Caseras · Hober Leyes |                            | Joselito Vaca · João Paulo · Alan Loras · Miguel Hurtado |                                                            |                                                            |

#### Copa Sudamericana 2020
| 13 de febrero de 2020, 19:15 (UTC-4) | Zamora          | 1:0 (1:0) | Plaza Colonia | Estadio Agustín Tovar, Barinas                            |                                                           |
|                                      | I. González 49' | Reporte   |               | Asistencia: 10.000 espectadores Árbitro(s): Rodolfo Toski | Asistencia: 10.000 espectadores Árbitro(s): Rodolfo Toski |

| 27 de febrero de 2020, 19:15 (UTC-3) | Plaza Colonia                 | 3:0 (2:0) | Zamora | Campus Municipal, Colonia                               |                                                         |
|                                      | Quintana 16' · Waller 18' 54' | Reporte   |        | Asistencia: 5.000 espectadores Árbitro(s): Juan Benítez | Asistencia: 5.000 espectadores Árbitro(s): Juan Benítez |

| 29 de octubre de 2020, 21:30 (UTC-3) | Plaza Colonia | 0:1 (0:0) | Júnior        | Estadio Alberto Suppici, Colonia |                           |
|                                      |               | Reporte   | Gutiérrez 87' | Árbitro(s): Andrés Merlos        | Árbitro(s): Andrés Merlos |

| 5 de noviembre de 2020, 19:30 (UTC-5) | Júnior | 0:0     | Plaza Colonia | Estadio Metropolitano, Barranquilla |                           |
|                                       |        | Reporte |               | Árbitro(s): Ángel Arteaga           | Árbitro(s): Ángel Arteaga |

#### Copa Libertadores 2022
| 22 de febrero de 2022, 21:30 (UTC-3) | Plaza Colonia | 2:0 (2:0) | The Strongest | Estadio Centenario, Montevideo |                         |
|                                      |               | Reporte   |               | Árbitro(s): Bruno Arleu        | Árbitro(s): Bruno Arleu |

| 01 de marzo de 2022, 20:30 (UTC-4) | The Strongest | 3:0 (2:0) | Plaza Colonia | Estadio Hernando Siles, La Paz |                         |
|                                    |               | Reporte   |               | Árbitro(s): Jhon Ospina        | Árbitro(s): Jhon Ospina |

## Autoridades
En las últimas elecciones celebradas en el año 2018, se presentó solo una lista como en los últimos 8 años, la lista 1917, la cual llevará delante los destinos del Club Plaza Colonia hasta el año 2020. 

### Comisión Directiva
Titulares:
1. Carlos Neves (Presidente)
2. Oscar Mediza (Vicepresidente)
3. Gerardo Prandi (Secretario)
4. Mario Jorajuría (Tesorero)
5. Pablo Barolín (Protesorero)
6. Enrique Machuca (Prosecretario)
7. Daniel Martínez
8. Gustavo Schenck
9. Emilio Fernández

### Proyecto Institucional y Deportivo
La asunción de la última directiva se origina en un momento especial de la institución, a poco de cumplir sus 100 años de vida. Las diferentes dirigencias de Plaza Colonia han apuntado a ser una referencia social y deportiva para el departamento, con sus participaciones en los torneos de la Asociación Uruguaya de Fútbol (AUF).
El proyecto deportivo atravesó su momento más exitoso durante la temporada 2015-16, donde el "Pata blanca" retornaba desde la segunda división y logró coronarse campeón del Torneo Clausura y asegurarse su clasificación a un torneo internacional.
Los directivos de Plaza Colonia buscan generar una integración, apuntando a ser la institución del interior del país que, con fuerte impronta local, promueva e invierta en el desarrollo humano y deportivo de todos sus planteles de deportistas, convirtiéndose además en referente y punto de encuentro de la familia y sociedad coloniense. Por este motivo, los uniformes del club llevan debajo del escudo la leyenda Soy Colonia.

### Otras actividades deportivas
En la sede social de la Avenida Gral Flores, se practica básquetbol, hándbol, vóleibol, boxeo y natación.